# Зюраткуль (национальный парк)
Национа́льный парк «Зюраткуль» организован 3 ноября 1993. Общая площадь — 88 249 гектаров, протяжённость с севера на юг — 49 км, протяжённость с запада на восток — 28 км.
Парк выполняет следующие основные задачи: сохранение эталонных и уникальных природных комплексов, памятников природы, истории, культуры, археологии и других объектов культурного наследия; экологическое просвещение населения; разработка и внедрение научных методов охраны природы в условиях рекреационного использования; экологический мониторинг; восстановление нарушенных природных и историко-культурных комплексов; создание условий для регулируемого туризма и отдыха.
Национальный парк находится в ведении Министерства природных ресурсов и экологии Российской Федерации.

## География
На территории парка находится водохранилище Зюраткуль — единственное высокогорное озеро на западном склоне Южного Урала (724 м над уровнем моря) и множество горных хребтов, в том числе Зюраткуль (длина 8 км, высота 1175,2 м), Нургуш (высота 1406 м).
Расположение парка «Зюраткуль» на стыке двух природных зон — таёжной и лесостепной — обусловило богатство флоры и фауны.
Согласно БРЭ, ударение в слове Зюраткуль ставится на последний слог («Зюратку́ль»), местное произношение характеризуется ударением на второй слог («Зюра́ткуль»).

## Климат
Климат умеренно-континентальный. Зима холодная, а лето тёплое. Среднегодовое количество осадков составляет 730 мм. Вегетационный период длится 4,5-5 месяцев.

## Достопримечательности
В состав парка входят такие памятники природы, как высокогорное водохранилище Зюраткуль, реки Калагаза и Березяк, скалы Зюраткульские Столбы, Вязовая роща. Многочисленные достопримечательности парка: горно-тундровое плато площадью 9 км² на вершине хребта Нургуш, артезианский источник Фонтан в верховьях реки Малая Сатка, реликтовые лиственничники на хребтах Уреньга и Лукаш (Нукаш), реликтовые ельники на хребтах Нургуш и Лукаш, скальный останец «Гребешок» на реке Березяк в урочище Виноградов хутор, луковая поляна в верховьях реки Малая Сатка, плотина на озере, деривационный (направляющий) канал длиной 9 км от озера до здания ГЭС в посёлке Магнитка, участки реликтовой лесостепной растительности на высоте 850 м над уровнем моря на хребте Малый Москаль, торфяные болота на мысе Долгий ельник, скалы Медведи на хребте Зюраткуль.

## Растительный мир
На территории преобладают леса — еловые и елово-пихтовые, а также березняки. Богатство флоры доказывает наличие 653 видов растений, в том числе сибирских и европейских (пихта сибирская, ель европейская и др.). В Красную книгу России занесены 70 редких растений парка, среди них: башмачок настоящий, башмачок крупноцветковый, надбородник безлистный, ятрышник мужской, ветреница уральская и лобария лёгочная.
90 % территории занято темнохвойной тайгой, но на отдельных участках встречается берёза.

## Животный мир
Животный мир «Зюраткуля» насчитывает 214 видов, в том числе 40 видов млекопитающих: хищники — 14 (медведь, волк, лиса, куница, горностай и др.), копытные — 3 (лось, косуля, редко кабан), зайцеобразные — 2. В составе фауны также рыбы — 17 (лещ, окунь, хариус, налим, щука и другие), земноводные — 3, рептилии — 6, птицы — 145. Встречаются редкие виды животных: европейская норка, беркут, сапсан, филин, хариус европейский, мнемозина и аполлон обыкновенный. Эти виды занесены в Красную книгу России.

## Археология
На берегу озера обнаружены 12 стоянок древних людей двух эпох: мезолит — 12 тыс. лет, неолит — 6-3 тыс. лет назад. Сохранились части строений, изделия, каменные топоры, бронзовые наконечники, скребки, рубила и т. п. В экспозиции Саткинского краеведческого музея, посвящённой этому периоду времени, представлены многие предметы раскопок.
В 2011 году обнаружен геоглиф на земле в виде лося размерами 218 на 195 метров. Высказывались предположения, что возраст изображения — около 8000 лет, однако эти утверждения подверглись критике: в частности, утверждается, что это тренировочная лыжная трасса начала XXI века.

## Туристические объекты
Главными туристическими объектами являются 5 хребтов и высокогорное озеро. К подножью хребта Зюраткуль проложена удобная экологическая тропа.
- На базе отдыха «Экопарк Зюраткуль» расположен мини-зоопарк. Он находится в стадии формирования. Не все животные зверинца обитают в природе Урала. Например, чёрный (гималайский) медведь и верблюд типичны для других природных зон. Также на базе отдыха «Экопарк Зюраткуль» находится Центр ездового спорта «Wild dogs» где зимой можно прокатиться на собачьей упряжке.
- В национальном парке между посёлком Зюраткуль и посёлком Магнитский есть мараловодческое хозяйство «Медвежья радость», где содержатся полудикие олени, привезённые с Алтая.